# Pseudaphycus malinus
Pseudaphycus malinus är en stekelart som beskrevs av Charles Joseph Gahan 1946. Pseudaphycus malinus ingår i släktet Pseudaphycus och familjen sköldlussteklar.
Artens utbredningsområde är:
- Tyskland.
- Kazakstan.
- Israel.
- Armenien.
- Azerbajdzjan.
- Turkmenistan.
- Tadzjikistan.
- Moldavien.
- Ukraina.
- Uzbekistan.

Inga underarter finns listade i Catalogue of Life.